# 광주·전남권의 방송 송신소·중계소 목록
다음은 대한민국 광주광역시와 전라남도의 방송 송신소와 중계소 목록이다.

## 구례 중계소
- 연 주소:전남 구례군 문척면 죽마리 산7

| 디지털TV |              |          |          |      |
| 가상채널 | 방송국명     | 호출부호 | 물리채널 | 출력 |
| CH 7-1   | KBS광주 DTV2 | HLAA-DTV | CH 35    | 10㎾ |
| CH 9-1   | KBS광주 DTV1 | HLKH-DTV | CH 30    | 10㎾ |

## 구봉산 중계소
- 연 주소 : 전남 여수시 대치1길 106-98

| 디지털TV   |                         |           |                                                    |        |                                            |
| 가상채널   | 방송국명                | 호출부호  | 물리채널                                           | 출력   | 가시청권                                   |
| CH 6-1     | KBC 광주방송 DTV        | HLDH-DTV  | CH 20                                              | 0.09㎾ | 여수 일원, 순천 일부, 광양 일부, 고흥 일부 |
| CH 7-1     | KBS순천 DTV2            | HLAA-DTV  | CH 21                                              | 0.09㎾ | 여수 일원, 순천 일부, 광양 일부, 고흥 일부 |
| CH 9-1     | KBS순천 DTV1            | HLCY-DTV  | CH 32                                              | 0.09㎾ | 여수 일원, 순천 일부, 광양 일부, 고흥 일부 |
| CH 10-1    | EBS DTV                 | HLQL-DTV  | CH 68                                              | 0.09㎾ | 여수 일원, 순천 일부, 광양 일부, 고흥 일부 |
| CH 11-1    | 여수MBC DTV             | HLAT-DTV  | CH 26                                              | 0.09㎾ | 여수 일원, 순천 일부, 광양 일부, 고흥 일부 |
| FM 라디오  |                         |           |                                                    |        |                                            |
| 채널       | 방송국명                | 호출부호  | 비고                                               | 출력   | 가시청권                                   |
| 92.9MHz    | febc 전남동부극동방송   | HLEI-FM   | 여수시 일원                                        | 1㎾    | 여수 일원, 순천 일부, 광양 일부, 고흥 일부 |
| 93.7MHz    | GGN 글로벌광주방송      | HLSY-FM   | 98.7MHz 광주 무등산 제외                           | 1㎾    | 여수 일원, 순천 일부, 광양 일부, 고흥 일부 |
| 96.7MHz    | kbc MyFM                | HLDH-FM   | 90.7MHz 광양 구봉화산 송출                         | 1㎾    | 여수 일원, 순천 일부, 광양 일부, 고흥 일부 |
| 98.3MHz    | 여수MBC FM4U            | HLAT-FM   | 95.1MHz 광주MBC FM4U 구례 노고단 송출              | 2㎾    | 여수 일원, 순천 일부, 광양 일부, 고흥 일부 |
| 99.5MHz    | cpbc 광주가톨릭평화방송 | HLDL-FM   | 99.9MHz 광주 무등산 제외                           | 1㎾    | 여수 일원, 순천 일부, 광양 일부, 고흥 일부 |
| 100.9MHz   | 순천KBS 해피FM          | HLKZ-SFM  | 102.7MHz 순천 남산 송출                            | 0.5㎾  | 여수 일원, 순천 일부, 광양 일부, 고흥 일부 |
| 102.1MHz   | 전남CBS 표준FM          | HLCL-FM   | 89.5MHz 순천 남산 송출                             | 2㎾    | 여수 일원, 순천 일부, 광양 일부, 고흥 일부 |
| 107.1MHz   | 여수MBC 표준FM          | HLAT-SFM  | 100.3MHz 순천 남산 송출, 101.3MHz 남해 망운산 송출 | 0.1㎾  | 여수 일원, 순천 일부, 광양 일부, 고흥 일부 |
| 지상파 DMB |                         |           |                                                    |        |                                            |
| 앙상블명   | 방송국명                | 호출부호  | 채널(주파수)                                       | 출력   | 가시청권                                   |
| Honam MBC  | myMBC TV                | HLCN-TDMB | CH 7-A (175.280 MHz)                               | 90W    | 여수 일원, 순천 일부, 광양 일부, 고흥 일부 |
| U-KBS      | KBS STAR                | HLKH-TDMB | CH 7-B (177.008 MHz)                               | 90W    | 여수 일원, 순천 일부, 광양 일부, 고흥 일부 |
| U-KBS      | HD KBS STAR             | HLKH-TDMB | CH 7-B (177.008 MHz)                               | 90W    | 여수 일원, 순천 일부, 광양 일부, 고흥 일부 |
| U-KBS      | KBS HEART               | HLKH-TDMB | CH 7-B (177.008 MHz)                               | 90W    | 여수 일원, 순천 일부, 광양 일부, 고흥 일부 |
| U-KBS      | KBS MUSIC               | HLKH-TDMB | CH 7-B (177.008 MHz)                               | 90W    | 여수 일원, 순천 일부, 광양 일부, 고흥 일부 |
| KBC u      | KBC-SBSu                | HLDH-TDMB | CH 7-C (178.736 MHz)                               | 90W    | 여수 일원, 순천 일부, 광양 일부, 고흥 일부 |
| KBC u      | JTV-mYTN                | HLDH-TDMB | CH 7-C (178.736 MHz)                               | 90W    | 여수 일원, 순천 일부, 광양 일부, 고흥 일부 |

## 남산 중계소
- 연 주소 : 전남 순천시 월곡2길 64-206

| 디지털TV  |                   |          |                                                      |        |                                            |
| 가상채널  | 방송국명          | 호출부호 | 물리채널                                             | 출력   | 가시청권                                   |
| CH 6-1    | KBC 광주방송 DTV  | HLDH-DTV | CH 42                                                | 0.09㎾ | 여수 일원, 순천 일부, 광양 일부, 고흥 일부 |
| CH 7-1    | KBS순천 DTV2      | HLAA-DTV | CH 40                                                | 0.09㎾ | 여수 일원, 순천 일부, 광양 일부, 고흥 일부 |
| CH 9-1    | KBS순천 DTV1      | HLCY-DTV | CH 34                                                | 0.09㎾ | 여수 일원, 순천 일부, 광양 일부, 고흥 일부 |
| CH 10-1   | EBS DTV           | HLQL-DTV | CH 41                                                | 0.09㎾ | 여수 일원, 순천 일부, 광양 일부, 고흥 일부 |
| CH 11-1   | 여수MBC DTV       | HLAT-DTV | CH 14                                                | 0.09㎾ | 여수 일원, 순천 일부, 광양 일부, 고흥 일부 |
| FM 라디오 |                   |          |                                                      |        |                                            |
| 채널      | 방송국명          | 호출부호 | 비고                                                 | 출력   | 가시청권                                   |
| 88.7MHz   | 순천KBS 제1라디오 | HLCY-SFM | 95.7MHz 남해 망운산 송출                             | 0.5kW  | 여수 일원, 순천 일부, 광양 일부, 고흥 일부 |
| 89.5MHz   | 전남CBS 표준FM    | HLCL-FM  | 102.1MHz 여수 구봉산 송출                            | 0.1㎾  | 여수 일원, 순천 일부, 광양 일부, 고흥 일부 |
| 100.3MHz  | 여수MBC 표준FM    | HLAT-SFM | 107.1MHz 여수 구봉산 송출, 101.3MHz 남해 망운산 송출 | 1㎾    | 여수 일원, 순천 일부, 광양 일부, 고흥 일부 |
| 102.7MHz  | 순천KBS 해피FM    | HLKZ-SFM | 100.9MHz 여수 구봉산 송출                            | 1㎾    | 여수 일원, 순천 일부, 광양 일부, 고흥 일부 |

## 구봉화산 중계소
- 연 주소 : 전남 광양시 구봉산전망대길 155

| 디지털TV  |                       |          |                           |        |                                            |
| 가상채널  | 방송국명              | 호출부호 | 물리채널                  | 출력   | 가시청권                                   |
| CH 7-1    | KBS순천 DTV2          | HLAA-DTV | CH 33                     | 0.01㎾ | 여수 일원, 순천 일부, 광양 일부, 고흥 일부 |
| CH 9-1    | KBS순천 DTV1          | HLCY-DTV | CH 18                     | 0.01㎾ | 여수 일원, 순천 일부, 광양 일부, 고흥 일부 |
| FM 라디오 |                       |          |                           |        |                                            |
| 채널      | 방송국명              | 호출부호 | 비고                      | 출력   | 가시청권                                   |
| 90.7MHz   | kbc MyFM              | HLDH-FM  | 96.7MHz 여수 구봉산 송출  | 0.1kW  | 여수 일원, 순천 일부, 광양 일부, 고흥 일부 |
| 97.5MHz   | febc 전남동부극동방송 | HLEI-FM  | 92.9MHz 여수 구봉산 송출  | 1㎾    | 여수 일원, 순천 일부, 광양 일부, 고흥 일부 |
| 103.5MHz  | TBN 광주교통방송      | HLDM-FM  | 97.3MHz 광주 무등산 제외  | 1㎾    | 여수 일원, 순천 일부, 광양 일부, 고흥 일부 |
| 105.7MHz  | BBS 광주불교방송      | HLDB-FM  | 105.1MHz 여수 장군산 송출 | 1㎾    | 여수 일원, 순천 일부, 광양 일부, 고흥 일부 |

## 노고단 중계소
- 연주소 : 전남 구례군 산동면 좌사리 산110-2

| 디지털TV  |                   |           |                                                            |      |                       |
| 가상채널  | 방송국명          | 호출부호  | 물리채널                                                   | 출력 | 가시청권              |
| CH 6-1    | KBC HDTV          | HLAS-DTV  | CH 36                                                      | 1㎾  | 광주, 전남, 전북 일부 |
| CH 7-1    | KBS전주 DTV2      | HLKF-DTV  | CH 36                                                      | 1㎾  | 광주, 전남, 전북 일부 |
| CH 9-1    | KBS전주 DTV1      | HLKF-DTV  | CH 31                                                      | 1㎾  | 광주, 전남, 전북 일부 |
| CH 10-1   | EBS 1TV           | HLQL-DTV  | CH 48                                                      | 1㎾  | 광주, 전남, 전북 일부 |
| CH 10-2   | EBS 2TV           | HLQL-DTV  | CH 48                                                      | 1㎾  | 광주, 전남, 전북 일부 |
| CH 11-1   | 주MBC DTV         | HLCN-DTV  | CH 22                                                      | 1㎾  | 광주, 전남, 전북 일부 |
| FM 라디오 |                   |           |                                                            |      |                       |
| 채널      | 방송국명          | 호출부호  | 비고                                                       | 출력 | 가시청권              |
| 88.3MHz   | 전주KBS 제1라디오 | HLKF-SFM  | 96.9MHz 전주 모악산 송출                                   | 1kW  | 광주, 전남, 전북 일부 |
| 95.1MHz   | 광주MBC FM4U      | HLCN-FM   | 91.5MHz 광주 무등산 송출                                   | 1㎾  | 광주, 전남, 전북 일부 |
| 101.7MHz  | 전주MBC 표준FM    | HLCX-SFM  | 94.3MHz 전주 모악산 송출                                   | 3㎾  | 광주, 전남, 전북 일부 |
| 104.5MHz  | 전주KBS 클래식FM  | HLKF-FM   | 100.7MHz 전주 모악산 송출                                  | 3㎾  | 광주, 전남, 전북 일부 |
| 107.5MHz  | EBS 라디오        | HLQL-FM   | 105.3MHz 광주 무등산 송출, 106.9MHz 전주 모악산, 장흥 송출 | 3kW  | 광주, 전남, 전북 일부 |
| 지상파DMB |                   |           |                                                            |      |                       |
| 앙상블명  | 방송국명          | 호출부호  | 채널(주파수)                                               | 출력 | 가시청권              |
| Honam MBC | myMBC TV          | HLCN-TDMB | CH 12A (205.280MHz)                                        | 2㎾  | 광주, 전남, 전북 일부 |
| U-KBS     | KBS STAR          | -         | CH 12B (207.008MHz)                                        | 2㎾  | 광주, 전남, 전북 일부 |
| U-KBS     | HD KBS STAR       | -         | CH 12B (207.008MHz)                                        | 2㎾  | 광주, 전남, 전북 일부 |
| U-KBS     | KBS HEART         | -         | CH 12B (207.008MHz)                                        | 2㎾  | 광주, 전남, 전북 일부 |
| U-KBS     | KBS MUSIC         | -         | CH 12B (207.008MHz)                                        | 2㎾  | 광주, 전남, 전북 일부 |
| KBC       | KBC-SBSu          | -         | CH 12C (208.736MHz)                                        | 2㎾  | 광주, 전남, 전북 일부 |
| KBC       | JTV-mYTN          | -         | CH 12C (208.736MHz)                                        | 2㎾  | 광주, 전남, 전북 일부 |

## 녹동 중계소
- 전남 고흥군 도양읍 봉암리 산237 비봉산

| 디지털TV |               |          |          |      |                      |
| 가상채널 | 방송국명      | 호출부호 | 물리채널 | 출력 | 가시청권             |
| CH 7-1   | KBS순천 DTV2  | HLDH-DTV | CH 29    | 20W  | 고흥 일부, 보성 일부 |
| CH 9-1   | KBS순천 DTV1  | HLKH-DTV | CH 21    | 20W  | 고흥 일부, 보성 일부 |
| CH 10-1  | EBS 1(지상파) | HLQL-DTV | CH 35    | 20W  | 고흥 일부, 보성 일부 |
| CH 10-2  | EBS 2(지상파) | HLQL-DTV | CH 35    | 20W  | 고흥 일부, 보성 일부 |
| CH 11-1  | 여수MBC DTV   | HLAT-DTV | CH 36    | 20W  | 고흥 일부, 보성 일부 |

## 대둔산 송신소
- 연 주소 : 전남 해남군 현산면 황산리 산1-26 (도솔봉)

| 디지털TV   |                          |           |                           |       |                                                                               |
| 가상채널   | 방송국명                 | 호출부호  | 물리채널                  | 출력  | 가시청권                                                                      |
| CH 6-1     | KBC 광주방송 DTV         | HLDH-DTV  | CH 40                     | 2㎾   | 일원 : 목포, 해남 일부 : 나주, 강진, 장흥, 완도, 신안, 영암, 무안, 진도, 함평 |
| CH 7-1     | KBS목포 DTV2             | HLAA-DTV  | CH 42                     | 2㎾   | 일원 : 목포, 해남 일부 : 나주, 강진, 장흥, 완도, 신안, 영암, 무안, 진도, 함평 |
| CH 9-1     | KBS목포 DTV1             | HLKN-DTV  | CH 34                     | 2㎾   | 일원 : 목포, 해남 일부 : 나주, 강진, 장흥, 완도, 신안, 영암, 무안, 진도, 함평 |
| CH 10-1    | EBS 1(지상파)            | HLQL-DTV  | CH 49                     | 2㎾   | 일원 : 목포, 해남 일부 : 나주, 강진, 장흥, 완도, 신안, 영암, 무안, 진도, 함평 |
| CH 10-2    | EBS 2(지상파)            | HLQL-DTV  | CH 49                     | 2㎾   | 일원 : 목포, 해남 일부 : 나주, 강진, 장흥, 완도, 신안, 영암, 무안, 진도, 함평 |
| CH 11-1    | 목포MBC DTV              | HLAM-DTV  | CH 23                     | 2㎾   | 일원 : 목포, 해남 일부 : 나주, 강진, 장흥, 완도, 신안, 영암, 무안, 진도, 함평 |
| FM 라디오  |                          |           |                           |       |                                                                               |
| 채널       | 방송국명                 | 호출부호  | 비고                      | 출력  | 가시청권                                                                      |
| 88.1MHz    | 목포KBS 제2라디오 해피FM | HLAA-SFM  | 95.5MHz 광주 무등산 송출  | 0.1㎾ | 일원 : 목포, 해남, 완도, 강진 일부 : 진도, 신안, 무안, 영암, 장흥             |
| 89.1MHz    | 목포MBC 표준FM           | HLAM-SFM  | 광주, 전남 전지역         | 2㎾   | 일원 : 목포, 해남, 완도, 강진 일부 : 진도, 신안, 무안, 영암, 장흥             |
| 94.7MHz    | 남도국악방송             | HLQA-FM   | 광주, 목포, 나주지역 송출 | 0.5kW | 일원 : 목포, 해남, 완도, 강진 일부 : 진도, 신안, 무안, 영암, 장흥             |
| 104.1MHz   | EBS 라디오               | HLQL-FM   | 광주, 전남 전지역         | 0.5㎾ | 일원 : 목포, 해남, 완도, 강진 일부 : 진도, 신안, 무안, 영암, 장흥             |
| 105.9MHz   | 목포KBS 제1라디오        | HLKN-SFM  | 광주, 목포, 나주지역 송출 | 1㎾   | 일원 : 목포, 해남, 완도, 강진 일부 : 진도, 신안, 무안, 영암, 장흥             |
| 지상파 DMB |                          |           |                           |       |                                                                               |
| 방송국명   | 채널목록                 | 호출부호  | 채널(주파수)              | 출력  | 가시청권                                                                      |
| Honam MBC  | myMBC TV                 | HLKH-TDMB | CH 8-A (181.280MHz)       | 2㎾   | 일원 : 목포, 해남, 완도, 진도, 신안 일부 : 무안, 영암, 강진, 장흥, 보성, 고흥 |
| U-KBS      | KBS STAR                 | HLKH-TDMB | CH 8-B (183.008MHz)       | 2㎾   | 일원 : 목포, 해남, 완도, 진도, 신안 일부 : 무안, 영암, 강진, 장흥, 보성, 고흥 |
| U-KBS      | HD KBS STAR              | HLKH-TDMB | CH 8-B (183.008MHz)       | 2㎾   | 일원 : 목포, 해남, 완도, 진도, 신안 일부 : 무안, 영암, 강진, 장흥, 보성, 고흥 |
| U-KBS      | KBS HEART                | HLKH-TDMB | CH 8-B (183.008MHz)       | 2㎾   | 일원 : 목포, 해남, 완도, 진도, 신안 일부 : 무안, 영암, 강진, 장흥, 보성, 고흥 |
| U-KBS      | KBS MUSIC                | HLKH-TDMB | CH 8-B (183.008MHz)       | 2㎾   | 일원 : 목포, 해남, 완도, 진도, 신안 일부 : 무안, 영암, 강진, 장흥, 보성, 고흥 |
| KBC u      | KBC-SBSu                 | HLDH-TDMB | CH 8-C (184.736MHz)       | 2㎾   | 일원 : 목포, 해남, 완도, 진도, 신안 일부 : 무안, 영암, 강진, 장흥, 보성, 고흥 |
| KBC u      | JTV-mYTN                 | HLDH-TDMB | CH 8-C (184.736MHz)       | 2㎾   | 일원 : 목포, 해남, 완도, 진도, 신안 일부 : 무안, 영암, 강진, 장흥, 보성, 고흥 |

## 북일 중계소
- 연 주소 : 전남 장성군 북일면 신흥리 산72

| 디지털TV |               |          |          |      |                      |
| 가상채널 | 방송국명      | 호출부호 | 물리채널 | 출력 | 가시청권             |
| CH 7-1   | KBS 광주 DTV2 | HLAA-DTV | CH 35    | 20W  | 일원 : 장성군 북일면 |
| CH 9-1   | KBS 광주 DTV1 | HLKH-DTV | CH 25    | 20W  | 일원 : 장성군 북일면 |
| CH 10-1  | EBS 1(지상파) | HLQL-DTV | CH 43    | 20W  | 일원 : 장성군 북일면 |
| CH 10-2  | EBS 2(지상파) | HLQL-DTV | CH 43    | 20W  | 일원 : 장성군 북일면 |
| CH 11-1  | 광주MBC DTV   | HLCN-DTV | CH 45    | 20W  | 일원 : 장성군 북일면 |

## 양을산 송신소
- 연 주소 : 전남 목포시 양을산길 113

| 디지털TV  |                   |          |                                             |       |                                                                               |
| 가상채널  | 방송국명          | 호출부호 | 물리채널                                    | 출력  | 가시청권                                                                      |
| CH 6-1    | KBC 광주방송 DTV  | HLDH-DTV | CH 16                                       | 2㎾   | 일원 : 목포, 해남 일부 : 나주, 강진, 장흥, 완도, 신안, 영암, 무안, 진도, 함평 |
| CH 7-1    | KBS목포 DTV2      | HLAA-DTV | CH 46                                       | 2㎾   | 일원 : 목포, 해남 일부 : 나주, 강진, 장흥, 완도, 신안, 영암, 무안, 진도, 함평 |
| CH 9-1    | KBS목포 DTV1      | HLKN-DTV | CH 44                                       | 2㎾   | 일원 : 목포, 해남 일부 : 나주, 강진, 장흥, 완도, 신안, 영암, 무안, 진도, 함평 |
| CH 10-1   | EBS 1(지상파)     | HLQL-DTV | CH 38                                       | 2㎾   | 일원 : 목포, 해남 일부 : 나주, 강진, 장흥, 완도, 신안, 영암, 무안, 진도, 함평 |
| CH 10-2   | EBS 2(지상파)     | HLQL-DTV | CH 38                                       | 2㎾   | 일원 : 목포, 해남 일부 : 나주, 강진, 장흥, 완도, 신안, 영암, 무안, 진도, 함평 |
| CH 11-1   | 목포MBC DTV       | HLAM-DTV | CH 37                                       | 2㎾   | 일원 : 목포, 해남 일부 : 나주, 강진, 장흥, 완도, 신안, 영암, 무안, 진도, 함평 |
| FM 라디오 |                   |          |                                             |       |                                                                               |
| 채널      | 방송국명          | 호출부호 | 비고                                        | 출력  | 가시청권                                                                      |
| 98.3MHz   | 목포KBS 클래식FM  | HLKN-FM  | 전남동부권 여수, 순천, 광양, 고흥 지역 제외 | 1㎾   | 일원 : 목포, 해남, 완도, 강진 일부 : 진도, 신안, 무안, 영암, 장흥             |
| 100.5MHz  | febc 목포극동방송 | HLKW-FM  | 전남동부권 여수, 순천, 광양, 고흥 지역 제외 | 1㎾   | 일원 : 목포, 해남, 완도, 강진 일부 : 진도, 신안, 무안, 영암, 장흥             |
| 102.3MHz  | 목포MBC FM4U      | HLAM-FM  | 전남동부권 여수, 순천, 광양, 고흥 지역 제외 | 1kW   | 일원 : 목포, 해남, 완도, 강진 일부 : 진도, 신안, 무안, 영암, 장흥             |
| 106.7MHz  | EBS 라디오        | HLQL-FM  | 전남동부권 여수, 순천, 광양, 고흥 지역 제외 | 0.1㎾ | 일원 : 목포, 해남, 완도, 강진 일부 : 진도, 신안, 무안, 영암, 장흥             |

## 도림 소출력
- 연 주소 : 전남 무안군 청계면 도림리

| 디지털TV |               |          |          |       |
| 가상채널 | 방송국명      | 호출부호 | 물리채널 | 출력  |
| CH 6-1   | KBC DTV       | HLDH-DTV | CH 16    | 0.05W |
| CH 7-1   | KBS목포 DTV2  | HLAA-DTV | CH 46    | 0.05W |
| CH 9-1   | KBS목포 DTV1  | HLKN-DTV | CH 44    | 0.05W |
| CH 10-1  | EBS 1(지상파) | HLQL-DTV | CH 32    | 0.05W |
| CH 10-2  | EBS 2(지상파) | HLQL-DTV | CH 32    | 0.05W |
| CH 11-1  | 목포MBC DTV   | HLAM-DTV | CH 37    | 0.05W |

## 무등산 송신소
- 연 주소 : 광주 북구 무등산천왕봉길 792 (금곡동 산1-1) 
 광주 동구 증심사길160번길 84-320 (용연동 산354-4)

| 디지털TV   |                         |            |                          |       | |               |
| 가상채널   | 방송국명                | 호출부호   | 물리채널                 | 출력  | 가시청권 | 개국일        |
| CH 6-1     | KBC DTV                 | HLDH-DTV   | CH 15                    | 2.5㎾ | 광주광역시 전지역, 전남 목포 일원, 나주, 해남, 진도, 신안, 무안, 영암, 장흥, 영광, 구례, 화순, 담양, 곡성, 보성, 강진, 함평, 장성, 완도 일부 | 2002. 11. 1.  |
| CH 7-1     | KBS광주 DTV2            | HLAA-DTV   | CH 18                    | 2.5㎾ | 광주광역시 전지역, 전남 목포 일원, 나주, 해남, 진도, 신안, 무안, 영암, 장흥, 영광, 구례, 화순, 담양, 곡성, 보성, 강진, 함평, 장성, 완도 일부 | 2003. 11. 28. |
| CH 9-1     | KBS광주 DTV1            | HLKH-DTV   | CH 17                    | 2.5㎾ | 광주광역시 전지역, 전남 목포 일원, 나주, 해남, 진도, 신안, 무안, 영암, 장흥, 영광, 구례, 화순, 담양, 곡성, 보성, 강진, 함평, 장성, 완도 일부 | 2003. 11. 28. |
| CH 10-1    | EBS 1(지상파)           | HLQL-DTV   | CH 32                    | 2.5㎾ | 광주광역시 전지역, 전남 목포 일원, 나주, 해남, 진도, 신안, 무안, 영암, 장흥, 영광, 구례, 화순, 담양, 곡성, 보성, 강진, 함평, 장성, 완도 일부 | 2005. 2. 18.  |
| CH 10-2    | EBS 2(지상파)           | HLQL-DTV   | CH 32                    | 2.5㎾ | 광주광역시 전지역, 전남 목포 일원, 나주, 해남, 진도, 신안, 무안, 영암, 장흥, 영광, 구례, 화순, 담양, 곡성, 보성, 강진, 함평, 장성, 완도 일부 | 2015. 2. 11.  |
| CH 11-1    | 광주MBC DTV             | HLCN-DTV   | CH 14                    | 2.5㎾ | 광주광역시 전지역, 전남 목포 일원, 나주, 해남, 진도, 신안, 무안, 영암, 장흥, 영광, 구례, 화순, 담양, 곡성, 보성, 강진, 함평, 장성, 완도 일부 | 2004. 7. 30.  |
| UHD        |                         |            |                          |       | |               |
| 가상채널   | 방송국명                | 호출부호   | 물리채널                 | 출력  | 가시청권 | 개국일        |
| CH 6-1     | KBC 광주방송 UHDTV      | HLDH-DTV   | CH 53                    | 5㎾   | 광주광역시 전지역, 전남 목포 일원, 나주, 해남, 진도, 신안, 무안, 영암, 장흥, 영광, 구례, 화순, 담양, 곡성, 보성, 강진, 함평, 장성, 완도 일부 | 2017. 12. 29. |
| CH 7-1     | KBS광주 DTV2            | HLSA-UHDTV | CH 56                    | 5㎾   | 광주광역시 전지역, 전남 목포 일원, 나주, 해남, 진도, 신안, 무안, 영암, 장흥, 영광, 구례, 화순, 담양, 곡성, 보성, 강진, 함평, 장성, 완도 일부 | 2017. 12. 29. |
| CH 9-1     | KBS광주 DTV1            | HLKH-UHDTV | CH 52                    | 5㎾   | 광주광역시 전지역, 전남 목포 일원, 나주, 해남, 진도, 신안, 무안, 영암, 장흥, 영광, 구례, 화순, 담양, 곡성, 보성, 강진, 함평, 장성, 완도 일부 | 2017. 12. 29. |
| CH 10-1    | EBS 1(지상파) UHD       | HLQL-UHDTV | CH 52                    | 5㎾   | 광주광역시 전지역, 전남 목포 일원, 나주, 해남, 진도, 신안, 무안, 영암, 장흥, 영광, 구례, 화순, 담양, 곡성, 보성, 강진, 함평, 장성, 완도 일부 | 개국정        |
| CH 11-1    | 광주MBC DTV             | HLCN-UHDTV | CH 55                    | 5㎾   | 광주광역시 전지역, 전남 목포 일원, 나주, 해남, 진도, 신안, 무안, 영암, 장흥, 영광, 구례, 화순, 담양, 곡성, 보성, 강진, 함평, 장성, 완도 일부 | 2017. 12. 29. |
| FM 라디오  |                         |            |                          |       | |               |
| 채널       | 방송국명                | 호출부호   | 비고                     | 출력  | 가시청권 | 개국일        |
| 89.7MHz    | BBS 광주불교방송        | HLDB-FM    | 전남 목포, 나주지역 송출 | 3㎾   | 광주광역시 전지역, 전남 목포 일원, 나주, 해남, 진도, 신안, 무안, 영암, 장흥, 영광, 구례, 화순, 담양, 곡성, 보성, 강진, 함평, 장성, 완도 일부 | 1995. 3. 1.   |
| 90.5MHz    | 광주KBS 제1라디오       | HLKH-SFM   | 광주, 전남 전지역        | 5㎾   | 광주광역시 전지역, 전남 목포 일원, 나주, 해남, 진도, 신안, 무안, 영암, 장흥, 영광, 구례, 화순, 담양, 곡성, 보성, 강진, 함평, 장성, 완도 일부 | 1995. 12. 20. |
| 91.5MHz    | 광주MBC FM4U            | HLCN-FM    | 95.1MHz 구례 노고단 송출 | 5㎾   | 광주광역시 전지역, 전남 목포 일원, 나주, 해남, 진도, 신안, 무안, 영암, 장흥, 영광, 구례, 화순, 담양, 곡성, 보성, 강진, 함평, 장성, 완도 일부 | 1988. 1. 30.  |
| 92.3MHz    | 광주KBS 클래식FM        | HLKH-FM    | 광주, 전남 전지역        | 5㎾   | 광주광역시 전지역, 전남 목포 일원, 나주, 해남, 진도, 신안, 무안, 영암, 장흥, 영광, 구례, 화순, 담양, 곡성, 보성, 강진, 함평, 장성, 완도 일부 | 1999. 10. 1.  |
| 93.1MHz    | febc 광주극동방송       | HLED-FM    | 광주, 전남 전지역        | 1kW   | 광주광역시 전지역, 전남 목포 일원, 나주, 해남, 진도, 신안, 무안, 영암, 장흥, 영광, 구례, 화순, 담양, 곡성, 보성, 강진, 함평, 장성, 완도 일부 | 2012. 5. 26.  |
| 93.9MHz    | 광주MBC 표준FM          | HLCN-SFM   | 101.9MHz 영광 송출       | 5㎾   | 광주광역시 전지역, 전남 목포 일원, 나주, 해남, 진도, 신안, 무안, 영암, 장흥, 영광, 구례, 화순, 담양, 곡성, 보성, 강진, 함평, 장성, 완도 일부 | 1983. 10. 22. |
| 95.5MHz    | 광주KBS 해피FM          | HLAA-SFM   | 전남 목포, 나주지역 송출 | 3㎾   | 광주광역시 전지역, 전남 목포 일원, 나주, 해남, 진도, 신안, 무안, 영암, 장흥, 영광, 구례, 화순, 담양, 곡성, 보성, 강진, 함평, 장성, 완도 일부 | 2000. 12. 5.  |
| 96.5MHz    | KFN 라디오              | HLSE-FM    | 전남 목포, 나주지역 송출 | 0.5kW | 광주광역시 전지역, 전남 목포 일원, 나주, 해남, 진도, 신안, 무안, 영암, 장흥, 영광, 구례, 화순, 담양, 곡성, 보성, 강진, 함평, 장성, 완도 일부 | 2014. 8. 7.   |
| 97.3MHz    | TBN 광주교통방송        | HLDM-FM    | 전남 목포, 나주지역 송출 | 3㎾   | 광주광역시 전지역, 전남 목포 일원, 나주, 해남, 진도, 신안, 무안, 영암, 장흥, 영광, 구례, 화순, 담양, 곡성, 보성, 강진, 함평, 장성, 완도 일부 | 1997. 12. 20. |
| 98.1MHz    | 광주CBS 음악FM          | HLEM-FM    | 전남 목포, 나주지역 송출 | 1㎾   | 광주광역시 전지역, 전남 목포 일원, 나주, 해남, 진도, 신안, 무안, 영암, 장흥, 영광, 구례, 화순, 담양, 곡성, 보성, 강진, 함평, 장성, 완도 일부 | 2019. 1. 9.   |
| 98.7MHz    | GGN 글로벌광주방송      | HLSY-FM    | 전남 목포, 나주지역 송출 | 1㎾   | 광주광역시 전지역, 전남 목포 일원, 나주, 해남, 진도, 신안, 무안, 영암, 장흥, 영광, 구례, 화순, 담양, 곡성, 보성, 강진, 함평, 장성, 완도 일부 | 2009. 4. 1.   |
| 99.3MHz    | 광주국악방송            | HLEG-FM    | 전남 목포, 나주지역 송출 | 1kW   | 광주광역시 전지역, 전남 목포 일원, 나주, 해남, 진도, 신안, 무안, 영암, 장흥, 영광, 구례, 화순, 담양, 곡성, 보성, 강진, 함평, 장성, 완도 일부 | 2014. 3. 26.  |
| 99.9MHz    | cpbc 광주가톨릭평화방송 | HLDL-FM    | 전남 목포, 나주지역 송출 | 3㎾   | 광주광역시 전지역, 전남 목포 일원, 나주, 해남, 진도, 신안, 무안, 영암, 장흥, 영광, 구례, 화순, 담양, 곡성, 보성, 강진, 함평, 장성, 완도 일부 | 1996. 6. 2.   |
| 101.1MHz   | kbc MyFM                | HLDH-FM    | 104.3MHz 영광 송출       | 5㎾   | 광주광역시 전지역, 전남 목포 일원, 나주, 해남, 진도, 신안, 무안, 영암, 장흥, 영광, 구례, 화순, 담양, 곡성, 보성, 강진, 함평, 장성, 완도 일부 | 1998. 2. 2.   |
| 103.1MHz   | 광주CBS 표준FM          | HLCL-FM    | 전남 목포, 나주지역 송출 | 5㎾   | 광주광역시 전지역, 전남 목포 일원, 나주, 해남, 진도, 신안, 무안, 영암, 장흥, 영광, 구례, 화순, 담양, 곡성, 보성, 강진, 함평, 장성, 완도 일부 | 1999. 5. 4.   |
| 105.3MHz   | EBS 라디오              | HLQL-FM    | 광주, 전남 전지역        | 3㎾   | 광주광역시 전지역, 전남 목포 일원, 나주, 해남, 진도, 신안, 무안, 영암, 장흥, 영광, 구례, 화순, 담양, 곡성, 보성, 강진, 함평, 장성, 완도 일부 | 1990. 12. 27. |
| 107.9MHz   | WBS 광주원음방송        | HLQN-FM    | 전남 목포, 나주지역 송출 | 1㎾   | 광주광역시 전지역, 전남 목포 일원, 나주, 해남, 진도, 신안, 무안, 영암, 장흥, 영광, 구례, 화순, 담양, 곡성, 보성, 강진, 함평, 장성, 완도 일부 | 2008. 4. 21.  |
| 지상파 DMB |                         |            |                          |       | |               |
| 앙상블명   | 방송국명                | 호출부호   | 채널(주파수)             | 출력  | 가시청권 | 개국일        |
| Honam MBC  | myMBC TV                | HLCN-TDMB  | CH 8-A (181.280 MHz)     | 2㎾   | 광주광역시 전지역, 전남 목포 일원, 나주, 해남, 진도, 신안, 무안, 영암, 장흥, 영광, 구례, 화순, 담양, 곡성, 보성, 강진, 함평, 장성, 완도 일부 | 2008. 1. 21.  |
| U-KBS      | KBS STAR                | HLKH-TDMB  | CH 8-B (183.008 MHz)     | 2㎾   | 광주광역시 전지역, 전남 목포 일원, 나주, 해남, 진도, 신안, 무안, 영암, 장흥, 영광, 구례, 화순, 담양, 곡성, 보성, 강진, 함평, 장성, 완도 일부 | 2007. 8. 1.   |
| U-KBS      | HD KBS STAR             | HLKH-TDMB  | CH 8-B (183.008 MHz)     | 2㎾   | 광주광역시 전지역, 전남 목포 일원, 나주, 해남, 진도, 신안, 무안, 영암, 장흥, 영광, 구례, 화순, 담양, 곡성, 보성, 강진, 함평, 장성, 완도 일부 | 2007. 8. 1.   |
| U-KBS      | KBS HEART               | HLKH-TDMB  | CH 8-B (183.008 MHz)     | 2㎾   | 광주광역시 전지역, 전남 목포 일원, 나주, 해남, 진도, 신안, 무안, 영암, 장흥, 영광, 구례, 화순, 담양, 곡성, 보성, 강진, 함평, 장성, 완도 일부 | 2007. 8. 1.   |
| U-KBS      | KBS MUSIC               | HLKH-TDMB  | CH 8-B (183.008 MHz)     | 2㎾   | 광주광역시 전지역, 전남 목포 일원, 나주, 해남, 진도, 신안, 무안, 영암, 장흥, 영광, 구례, 화순, 담양, 곡성, 보성, 강진, 함평, 장성, 완도 일부 | 2007. 8. 1.   |
| KBC u      | KBC-SBSu                | HLDH-TDMB  | CH 8-C (184.736 MHz)     | 2㎾   | 광주광역시 전지역, 전남 목포 일원, 나주, 해남, 진도, 신안, 무안, 영암, 장흥, 영광, 구례, 화순, 담양, 곡성, 보성, 강진, 함평, 장성, 완도 일부 | 2008. 6. 30.  |
| KBC u      | JTV-mYTN                | HLDH-TDMB  | CH 8-C (184.736 MHz)     | 2㎾   | 광주광역시 전지역, 전남 목포 일원, 나주, 해남, 진도, 신안, 무안, 영암, 장흥, 영광, 구례, 화순, 담양, 곡성, 보성, 강진, 함평, 장성, 완도 일부 | 2008. 6. 30.  |

| 아날로그TV 폐국             |                    |          |  |      |     | |               |               |
| 2012년 10월 30일 14:00 종료 |                    |          |  |      |     | |               |               |
| 채널                        | 방송국명           | 호출부호 |  | 출력 | ERP | 가시청권 | 개국일        | 폐국일        |
| 09                          | 광주MBC 아날로그TV | HLCN-TV  |  | 10㎾ |     | 광주광역시 전지역, 전남 목포 일원, 나주, 해남, 진도, 신안, 무안, 영암, 장흥, 영광, 구례, 화순, 담양, 곡성, 보성, 강진, 함평, 장성, 완도 일부 | 1970. 8. 1.   | 2012. 10. 30. |
| 11                          | KBS광주 1TV        | HLKH-TV  |  | 10㎾ |     | 광주광역시 전지역, 전남 목포 일원, 나주, 해남, 진도, 신안, 무안, 영암, 장흥, 영광, 구례, 화순, 담양, 곡성, 보성, 강진, 함평, 장성, 완도 일부 | 1978. 7. 1.   | 2012. 10. 30. |
| 19                          | EBS TV             | HLQL-TV  |  | 30kW |     | 광주광역시 전지역, 전남 목포 일원, 나주, 해남, 진도, 신안, 무안, 영암, 장흥, 영광, 구례, 화순, 담양, 곡성, 보성, 강진, 함평, 장성, 완도 일부 | 1990. 12. 27. | 2012. 10. 30. |
| 25                          | KBS광주 2TV        | HLAA-DTV |  | 30kW |     | 광주광역시 전지역, 전남 목포 일원, 나주, 해남, 진도, 신안, 무안, 영암, 장흥, 영광, 구례, 화순, 담양, 곡성, 보성, 강진, 함평, 장성, 완도 일부 | 1980. 12. 1.  | 2012. 10. 30. |
| 37                          | KBC 아날로그TV     | HLDH-TV  |  | 30kW |     | 광주광역시 전지역, 전남 목포 일원, 나주, 해남, 진도, 신안, 무안, 영암, 장흥, 영광, 구례, 화순, 담양, 곡성, 보성, 강진, 함평, 장성, 완도 일부 | 1995. 5. 14.  | 2012. 10. 30. |

## 비아 MBC 송신소
- 연 주소 : 광주 광산구 임방울대로 673-18 (월계동 286, 응암공원)

| AM라디오 |                |          |      |                   |
| 채널     | 방송국명       | 호출부호 | 출력 | 가시청권          |
| 819kHz   | 광주MBC 라디오 | HLCN     | 20㎾ | 광주, 전남 중북부 |

## 염산 중계소
- 연 주소 : 전남 영광군 염산면 야월리 산75-2 (가음산)

| 디지털TV |               |          |          |      |          |
| 가상채널 | 방송국명      | 호출부호 | 물리채널 | 출력 | 가시청권 |
| CH 7-1   | KBS광주 DTV2  | HLAA-DTV | CH 21    | 10W  | 염산면   |
| CH 9-1   | KBS광주 DTV1  | HLKH-DTV | CH 20    | 10W  | 염산면   |
| CH 10-1  | EBS 1(지상파) | HLQL-DTV | CH 48    | 10W  | 염산면   |
| CH 10-2  | EBS 2(지상파) | HLQL-DTV | CH 48    | 10W  | 염산면   |

## 영광 중계소
- 연 주소 : 전남 영광군 영광읍 도동리 산1-1 물퇴봉

| 디지털TV   |                   |            |                      |      |                           |
| 가상채널   | 방송국명          | 호출부호   | 물리채널             | 출력 | 방송구역                  |
| CH 7-1     | KBS광주 DTV2      | HLSA-UHDTV | CH 45                | 10㎾ | 영광군 일원               |
| CH 9-1     | KBS광주 DTV1      | HLKH-UHDTV | CH 39                | 10㎾ | 영광군 일원               |
| CH 10-1    | EBS 1(지상파)     | HLQL-DTV   | CH 47                | 10㎾ | 영광군 일원               |
| CH 10-2    | EBS 2(지상파)     | HLQL-DTV   | CH 47                | 10㎾ | 영광군 일원               |
| CH 11-1    | 광주MBC DTV       | HLCN-UHDTV | CH 28                | 10㎾ | 영광군 일원               |
| FM 라디오  |                   |            |                      |      |                           |
| 채널       | 방송국명          | 호출부호   | 가시청권             | 출력 | 비고                      |
| 94.9MHz    | 광주KBS 제1라디오 | HLKH-SFM   | 영광군 일원          | 5㎾  | 90.5MHz 광주 무등산 송출  |
| 101.9MHz   | 광주MBC 표준FM    | HLCN-SFM   | 영광군 일원          | 10W  | 93.9MHz 광주 무등산 송출  |
| 104.3MHz   | kbc MyFM          | HLDH-FM    | 영광군 일원          | 10W  | 101.1MHz 광주 무등산 송출 |
| 106.5MHz   | EBS 라디오        | HLQL-FM    | 영광군 일원          | 10㎾ | 105.3MHz 광주 무등산 송출 |
| 지상파 DMB |                   |            |                      |      |                           |
| 앙상블명   | 방송국명          | 호출부호   | 채널(주파수)         | 출력 | 방송구역                  |
| Honam MBC  | myMBC TV          | HLCN-TDMB  | CH 8-A (181.280 MHz) | 2㎾  | 영광군 일원               |
| U-KBS      | KBS STAR          | HLKH-TDMB  | CH 8-B (183.008 MHz) | 2㎾  | 영광군 일원               |
| U-KBS      | HD KBS STAR       | HLKH-TDMB  | CH 8-B (183.008 MHz) | 2㎾  | 영광군 일원               |
| U-KBS      | KBS HEART         | HLKH-TDMB  | CH 8-B (183.008 MHz) | 2㎾  | 영광군 일원               |
| U-KBS      | KBS MUSIC         | HLKH-TDMB  | CH 8-B (183.008 MHz) | 2㎾  | 영광군 일원               |
| KBC u      | KBC-SBSu          | HLDH-TDMB  | CH 8-C (184.736 MHz) | 2㎾  | 영광군 일원               |
| KBC u      | JTV-mYTN          | HLDH-TDMB  | CH 8-C (184.736 MHz) | 2㎾  | 영광군 일원               |

## 영암 송신소
- 연 주소:전남 영암군 삼호읍 난전리 558-2

| AM라디오 |                   |          |      |          |
| 채널     | 방송국명          | 호출부호 | 출력 | 가시청권 |
| 1467kHz  | KBS목포 제1라디오 | HLKN     | 1㎾  | 영암군   |

## 완도 중계소
- 연 주소 : 전남 완도군 신지면 대곡리 산254

| 디지털TV |              |          |          |      |
| 가상채널 | 방송국명     | 호출부호 | 물리채널 | 출력 |
| CH 7-1   | KBS목포 DTV2 | HLDH-DTV | CH 26    | 10W  |
| CH 9-1   | KBS목포 DTV1 | HLKN-DTV | CH 20    | 10W  |
| CH 10-1  | EBS 1TV      | HLQL-DTV | CH 37    | 10W  |
| CH 10-2  | EBS 2TV      | HLQL-DTV | CH 37    | 10W  |

## 영천 중계소
- 연 주소 : 전남 장성군 장성읍 영천리 산189-1

| 디지털TV |              |          |          |      |
| 가상채널 | 방송국명     | 호출부호 | 물리채널 | 출력 |
| CH 7-1   | KBS광주 DTV2 | HLDH-DTV | CH 38    | 5W   |
| CH 9-1   | KBS광주 DTV1 | HLKN-DTV | CH 34    | 5W   |
| CH 10-1  | EBS 1TV      | HLQL-DTV | CH 40    | 5W   |
| CH 10-2  | EBS 2TV      | HLQL-DTV | CH 40    | 5W   |
| CH 11-1  | 광주MBC DTV1 | HLCN-DTV | CH 42    | 5W   |

## 장군산 중계소
| FM라디오 |                  |          |      |           |                             |
| 주파수   | 방송국명         | 호출부호 | 출력 | 가시청권  | 비고                        |
| 105.1MHz | BBS 광주불교방송 | HLDB-FM  | 50W  | 여수 일원 | 105.7MHz 광양 구봉화산 송출 |

## 청산도 소출력
- 연 주소 : 전남 완도군 청산면 도청리

| 디지털TV |               |          |          |       |
| 가상채널 | 방송국명      | 호출부호 | 물리채널 | 출력  |
| CH 6-1   | KBC DTV       | HLDH-DTV | CH 40    | 0.05W |
| CH 7-1   | KBS목포 DTV2  | HLAA-DTV | CH 42    | 0.05W |
| CH 9-1   | KBS목포 DTV1  | HLKN-DTV | CH 34    | 0.05W |
| CH 10-1  | EBS 1(지상파) | HLQL-DTV | CH 49    | 0.05W |
| CH 10-2  | EBS 2(지상파) | HLQL-DTV | CH 49    | 0.05W |
| CH 11-1  | 목포MBC DTV   | HLAM-DTV | CH 23    | 0.05W |

## 한학 중계소
- 연 주소 : 전남 강진군 병영면 한학리 산205

| 디지털TV |              |          |          |      |
| 가상채널 | 방송국명     | 호출부호 | 물리채널 | 출력 |
| CH 7-1   | KBS목포 DTV2 | HLDH-DTV | CH 44    | 10W  |
| CH 9-1   | KBS목포 DTV1 | HLKN-DTV | CH 31    | 10W  |
| CH 10-1  | EBS 1TV      | HLQL-DTV | CH 46    | 10W  |
| CH 10-2  | EBS 2TV      | HLQL-DTV | CH 46    | 10W  |

## 해룡 송신소
- 연 주소:전남 순천시 해룡면 대안리 974-2

| AM라디오 |               |          |      |                   |
| 채널     | 방송국명      | 호출부호 | 출력 | 가시청권          |
| 576kHz   | KBS 제3라디오 | HLKC     | 1㎾  | 광주, 전남 중북부 |

## 화순 소출력
- 연 주소 : 전라남도 화순군 이서면 인계리 산77-1

| 디지털TV |               |          |          |       |               |
| 가상채널 | 방송국명      | 호출부호 | 물리채널 | 출력  | 가시청권      |
| CH 6-1   | KBC DTV       | HLDH-DTV | CH 15    | 0.05W | 화순군 광덕리 |
| CH 7-1   | KBS광주 DTV2  | HLAA-DTV | CH 18    | 0.05W | 화순군 광덕리 |
| CH 9-1   | KBS광주 DTV1  | HLKH-DTV | CH 17    | 0.05W | 화순군 광덕리 |
| CH 10-1  | EBS 1(지상파) | HLQL-DTV | CH 32    | 0.05W | 화순군 광덕리 |
| CH 10-2  | EBS 2(지상파) | HLQL-DTV | CH 32    | 0.05W | 화순군 광덕리 |
| CH 11-1  | 광주MBC DTV   | HLCN-DTV | CH 14    | 0.05W | 화순군 광덕리 |

## 장흥 중계소
| FM라디오 |                   |          |        |             |                           |
| 채널     | 방송국명          | 호출부호 | 출력   | 가시청권    | 비고                      |
| 96.1MHz  | 광주KBS 제1라디오 | HLKH-SFM | 0.01㎾ | 장흥군 일원 | 90.5MHz 광주 무등산 송출  |
| 106.9MHz | EBS 라디오        | HLQL-FM  | 0.01㎾ | 장흥군 일원 | 105.3MHz 광주 무등산 송출 |

1. ↑  97.5MHz 광양 구봉화산 송출, 93.1MHz febc 광주극동방송 광주 무등산 송출
2. ↑  97.7MHz MBC경남 FM4U 진주 망진산 송출
3. ↑  89.1MHz 목포MBC 표준FM 해남 대둔산 송출, 101.7MHz 전주MBC 표준FM 구례 노고단 송출
4. ↑  91.1MHz MBC경남 표준FM 하동 금오산 송출
5. ↑  90.5MHz 광주KBS 제1라디오 광주 무등산 송출, 88.3MHz 전주KBS 제1라디오 구례 노고단 송출, 97.1MHz, 90.3MHz 진주KBS 제1라디오 하동 금오산 송출, 진주 망진산 송출
6. ↑  89.1MHz 목포MBC 표준FM 해남 대둔산 송출, 101.7MHz 전주MBC 표준FM 구례 노고단 송출
7. ↑  91.1MHz MBC경남 표준FM 하동 금오산 송출
8. ↑  93.1MHz febc 광주극동방송 광주 무등산 송출
9. ↑  광주광역시 전지역
10. ↑  나주, 목포, 구례, 강진, 곡성, 담양, 무안, 보성, 신안, 영광, 영암, 완도, 장성, 장흥, 진도, 함평, 해남, 화순, 여수, 순천, 광양, 고흥
11. ↑  전주, 김제, 군산, 남원, 익산, 정읍, 고창, 무주, 부안, 순창, 완주, 임실, 장수, 진안
12. ↑  90.5MHz, 94.9MHz, 96.1MHz 광주KBS 제1라디오 광주 무등산 송출, 영광 송출, 장흥 송출, 105.9MHz 목포KBS 제1라디오 해남 대둔산 송출, 95.7MHz, 88.7MHz 순천KBS 제1라디오 남해 망운산 송출, 순천 남산 송출, 97.1MHz, 90.3MHz 진주KBS 제1라디오 하동 금오산 송출, 진주 망진산 송출
13. ↑  광주광역시 전지역
14. ↑  나주, 목포, 구례, 강진, 곡성, 담양, 무안, 보성, 신안, 영광, 영암, 완도, 장성, 장흥, 진도, 함평, 해남, 화순, 여수, 순천, 광양, 고흥
15. ↑  전주, 김제, 군산, 남원, 익산, 정읍, 고창, 무주, 부안, 순창, 완주, 임실, 장수, 진안
16. ↑  102.3MHz 목포MBC FM4U 목포 양을산 송출, 98.3MHz 여수MBC FM4U 여수 구봉산 송출, 99.1MHz 전주MBC FM4U 전주 모악산 송출, 97.7MHz MBC경남 FM4U 진주 망진산 송출
17. ↑  93.9MHz, 101.9MHz 광주MBC 표준FM 광주 무등산 송출, 영광 송출, 89.1MHz 목포MBC 표준FM 해남 대둔산 송출, 107.1MHz, 100.3MHz, 101.3MHz 여수MBC 표준FM 여수 구봉산 송출, 순천 남산 송출, 남해 망운산 송출, 91.1MHz MBC경남 표준FM 하동 금오산 송출
18. ↑  92.3MHz 광주KBS 클래식FM 광주 무등산 송출, 98.3MHz 목포KBS 클래식FM 목포 양을산 송출, 94.5MHz 순천(광주)KBS 클래식FM 남해 망운산 송출, 89.3MHz 진주KBS 클래식FM 진주 망진산 송출, 92.1MHz 창원KBS 클래식FM 거창 감악산 송출
19. ↑  106.5MHz 영광 송출, 104.1MHz 해남 대둔산 송출, 106.7MHz 목포 양을산 송출, 106.3MHz 남해 망운산 송출, 104.7MHz 거창 감악산 송출, 101.5MHz 진주 망진산 송출
20. ↑  광주광역시 전지역
21. ↑  나주, 목포, 구례, 강진, 곡성, 담양, 무안, 보성, 신안, 영광, 영암, 완도, 장성, 장흥, 진도, 함평, 해남, 화순, 여수, 순천, 광양, 고흥
22. ↑  전주, 김제, 군산, 남원, 익산, 정읍, 고창, 무주, 부안, 순창, 완주, 임실, 장수, 진안
23. ↑  전남동부권 여수, 순천, 광양, 고흥지역 제외(100.9MHz, 102.7MHz)
24. ↑  93.9MHz, 101.9MHz 광주MBC 표준FM 광주 무등산 송출, 영광 송출, 107.1MHz, 100.3MHz, 101.3MHz 여수MBC 표준FM 여수 구봉산 송출, 순천 남산 송출, 남해 망운산 송출, 101.7MHz 전주MBC 표준FM 구례 노고단 송출, 91.1MHz MBC경남 표준FM 하동 금오산 송출
25. ↑  99.3MHz 광주국악방송 광주 무등산 송출
26. ↑  105.3MHz 광주 무등산 송출, 106.5MHz 영광 송출, 106.9MHz 장흥 송출, 106.7MHz 목포 양을산 송출, 107.5MHz 구례 노고단 송출, 106.3MHz 남해 망운산 송출, 104.7MHz 거창 감악산 송출, 101.5MHz 진주 망진산 송출
27. ↑  90.5MHz, 94.9MHz, 96.1MHz 광주KBS 제1라디오 광주 무등산 송출, 영광 송출, 장흥 송출, 88.3MHz 전주KBS 제1라디오 구례 노고단 송출
28. ↑  92.3MHz 광주KBS 클래식FM 광주 무등산 송출, 104.5MHz 전주KBS 클래식FM 구례 노고단 송출
29. ↑  93.1MHz febc 광주극동방송 광주 무등산 송출
30. ↑  광주, 목포 일부, 91.5MHz, 95.1MHz 광주MBC FM4U 광주 무등산 송출, 구례 노고단 송출
31. ↑  광주, 목포 일부, 105.3MHz, 104.1MHz, 107.5MHz EBS 라디오 광주 무등산 송출, 해남 대둔산 송출, 구례 노고단 송출
32. ↑  전남동부권 여수, 순천, 광양, 고흥지역 제외(105.1MHz, 105.7MHz)
33. ↑  88.3MHz 전주KBS 제1라디오 구례 노고단 송출
34. ↑  94.9MHz 영광 송출, 96.1MHz 장흥 송출
35. ↑  105.9MHz 목포KBS 제1라디오 해남 대둔산 송출
36. ↑  95.7MHz 순천KBS 제1라디오 남해 망운산 송출, 88.7MHz 순천KBS 제1라디오 순천 남산 송출
37. ↑  97.1MHz 진주KBS 제1라디오 하동 금오산 송출, 90.3MHz 진주KBS 제1라디오 진주 망진산 송출
38. ↑  102.3MHz 목포MBC FM4U 목포 양을산 송출
39. ↑  98.3MHz 여수MBC FM4U 여수 구봉산 전남동부권 여수, 순천, 광양, 고흥지역 제외, 97.7MHz MBC경남 FM4U 진주 망진산 제외
40. ↑  104.5MHz 전주KBS 클래식FM 구례 노고단 송출
41. ↑  98.3MHz 목포KBS 클래식FM 목포 양을산 송출(목포지역 송출)
42. ↑  94.5MHz 순천(광주)KBS 클래식FM 남해 망운산 송출
43. ↑  89.3MHz 진주KBS 클래식FM 진주 망진산 송출, 92.1MHz 창원KBS 클래식FM 거창 감악산 송출
44. ↑  100.5MHz febc 목포극동방송 목포 양을산 송출(목포지역 송출)
45. ↑  97.5MHz febc 전남동부극동방송 광양 구봉화산 송출, 92.9MHz febc 전남동부극동방송 여수 구봉산 송출
46. ↑  89.1MHz 목포MBC 표준FM 해남 대둔산 송출, 101.7MHz 전주MBC 표준FM 구례 노고단 송출
47. ↑  107.1MHz, 100.3MHz, 101.3MHz 여수MBC 표준FM 여수 구봉산, 순천 남산, 남해 망운산 전남동부권 여수, 순천, 광양, 고흥지역 제외, 91.1MHz MBC경남 표준FM 하동 금오산 제외
48. ↑  88.1MHz 해남 대둔산 송출(목포지역 송출)
49. ↑  전남동부권 여수, 순천, 광양, 고흥지역 제외(100.9MHz, 102.7MHz)
50. ↑  전남동부권 여수, 순천, 광양, 고흥지역 제외(KFN 라디오)
51. ↑  전남동부권 여수, 순천, 광양, 고흥지역 제외(103.5MHz)
52. ↑  전남동부권 여수, 순천, 광양, 고흥지역 제외
53. ↑  단, 전남동부권 여수, 순천, 광양, 고흥지역은 전남CBS 표준FM(102.1MHz, 89.5MHz)만 들을 수 있다.
54. ↑  전남동부권 여수, 순천, 광양, 고흥지역 제외(93.7MHz)
55. ↑  94.7MHz 남도국악방송 해남 대둔산 송출
56. ↑  전남동부권 여수, 순천, 광양, 고흥지역 제외
57. ↑  전남동부권 여수, 순천, 광양, 고흥지역 제외(99.5MHz)
58. ↑  전남 목포, 나주지역 송출
59. ↑  전남동부권 여수, 순천, 광양, 고흥지역 제외(96.7MHz, 90.7MHz)
60. ↑  전남동부권 여수, 순천, 광양, 고흥지역 제외(전남CBS 표준FM 102.1MHz, 89.5MHz)
61. ↑  104.1MHz 해남 대둔산 송출, 107.5MHz 구례 노고단 송출
62. ↑  106.7MHz 목포 양을산 송출
63. ↑  106.5MHz 영광 송출, 106.9MHz 장흥 송출
64. ↑  106.3MHz 남해 망운산 송출, 104.7MHz 거창 감악산 송출, 101.5MHz 진주 망진산 송출
65. ↑  전남동부권 여수, 순천, 광양, 고흥지역 제외(원음방송)
66. ↑  105.9MHz 목포KBS 제1라디오 해남 대둔산 송출, 88.3MHz 전주KBS 제1라디오 구례 노고단 송출
67. ↑  89.1MHz 목포MBC 표준FM 해남 대둔산 송출, 101.7MHz 전주MBC 표준FM 송출
68. ↑  전남동부권 여수, 순천, 광양, 고흥지역 제외(96.7MHz, 90.7MHz)
69. ↑  104.1MHz, 106.7MHz, 107.5MHz 해남 대둔산 송출, 목포 양을산 송출, 구례 노고단 송출
70. ↑  105.9MHz 목포KBS 제1라디오 해남 대둔산 송출, 88.3MHz 전주KBS 제1라디오 구례 노고단 송출
71. ↑  104.1MHz, 106.7MHz, 107.5MHz 해남 대둔산 송출, 목포 양을산 송출, 구례 노고단 송출